# Safi (Malta)
Safi (forma estesa maltese Ħal Safi) è un villaggio di 1.948 persone situato a sud est di Malta, vicino a Chircop e Zurrico.